# Улица Авроры (Самара)
У́лица Авро́ры — улица Самары, расположенная в Советском, Железнодорожном и Октябрьском районах города. На юге переходит в Южное шоссе (после пересечения Южного моста), затем — в трассу M32.

## Этимология годонима
Бывший Пятый проезд получил новое имя 29 марта 1962 года в честь крейсера «Аврора».

## Трассировка
Начинается от набережной реки Самары и заканчивается на пересечении с Московским шоссе. Улица пересекает город с юга на север на протяжении более 5 км.
На своем протяжении пересекается со следующими улицами (с юга на север):
- Южный проезд (проходит под путепроводом)
- улица Промышленности
- Новороссийский переулок
- Карьерная улица
- Балаковская улица
- Партизанская улица
- Аэродромная улица
- улица Мориса Тореза
- Чёрновская магистраль
- улица Юрия Гагарина
- Артёмовская улица
- Печерская улица
- Сокольский переулок
- улица Дыбенко
- Ветлужский переулок
- Съездовская улица
- Лучистый переулок
- Академический переулок
- улица Антонова-Овсеенко (транспортная развязка-кольцо)
- Гаражная улица
- проспект Карла Маркса
- на пересечении с Московским шоссе — транспортная развязка-кольцо

В 2018 г. Самарский Минтранс заявил о намерении продлить улицу Авроры до Ново-Садовой ул. Новая дорога должна проходить рядом с Ботаническим садом и Самарским университетом.

## Здания и сооружения
- Центральный автовокзал (дом 207А)
- Гостиница «Октябрьская» (дом 209)
- Школа № 170 (дом 117)
- Офисный центр в здании бывшего «ВНИИТнефть» (110 и 100 с литерами)
- Торгово-развлекательный комплекс «Аврора»
- Автостанция Аврора (одна из крупнейших автостанций города — конечная автобусов 2, 22, 24, 46, 52, 63, 75, трамваев 1, 18, 11)
- Общежитие Станкостроительного завода (дом 105А)

### Утраченные
- Самарская табачная фабрика (дом 140)

## Транспорт
- Автобус: 2, 22, 24, 26, 30, 35, 39, 52, 53, 56, 63, 66.
- Троллейбус: 15
- Трамвай: 2, 3, 4, 11 (в выходные и праздничные дни), 13, 23 (пересекают по ул. Аэродромной и по ул. Гаражной в районе Дома печати)
- Маршрутные такси: 21м, 46, 63, 89, 99, 101а, 110, 126с, 126ю, 139, 140а, 141, 215, 226, 229, 347, 392, 396, 401, 429, 492[3].
- Платформа остановки электропоездов «Толевая» расположена в 400 метрах к юго-западу от улицы в её начале. Это ветка Куйбышевской железной дороги, участок «Самара — Кинель».

## Индексы

### Нечётная сторона
- 443017 — дома 3—23
- 443045 — дома 161—201
- 443067 — дома 133—157
- 443074 — дома 109—131
- 443076 — дома 57—61 и 93—107
- 443079 — дома 41, 114
- 443080 — дома 207—221

### Чётная сторона
- 443017 — дома 12—60
- 443045 — дома 120—150
- 443070 — дома 68—72 и 86—90
- 443069 — дома 92—112[4]